# فنجاني حرشي
فنجاني حرشي (الاسم العلمي: Peziza sylvatica) هو نوع من الفطريات يتبع جنس الفنجاني من فصيلة الفنجانية.